# Gerardo (vescovo di Bergamo)
Gerardo, conosciuto come Girardo da Bonate (fl. XII secolo), è stato un vescovo cattolico italiano.

## Biografia
Scarne sono le notizie sui natali di Gerardo che è stato un vescovo di Bergamo e che, a causa dei favori all'imperatore Federico Barbarossa e all'antipapa Vittore IV, fu denunciato di essere filoimperialista e per questo deposto, esattamente come il suo predecessore Arnolfo.

Le sue origini di Bonate Sopra sarebbero confermate da due pergamene conservate nell'archivio Capitolare della cattedrale di Sant'Alessandro riportanti una controversia dell'arcidiacono Adelardo, e dai suoi rapporti con la località durante i suoi anni di vescovado: 
(Archivio Capitolare di Bergamo-1180 circa)

### Elezione a vescovo
Il primo documento che cita Girardo da Bonate è datato 1129 e Girardo arcidiacono nel 1136 indicato come presbiter S. Vincentii presente in qualità di teste indicium et defintionem emessi dai due cardinali nominati dal papa Onorio II per risolvere la controversia che da anni divideva i canonici della chiesa alessandrina e il vescovo Ambrogio III di Mozzo del Capitolo della cattedrale di San Vincenzo. La carica di arcidiacono occupava diversi ruoli, era infatti riunita in un'unica persona il preposto e archidiacono e nel collegio dei cardinali della chiesa di San Vincenzo nonché arcidiacono di tutto l'episcopato di Bergamo, divenne quindi il personaggio più importante dopo il vescovo. Considerato che dal 1137 iniziò la costruzione della basilica mariana tanto voluta dal suo predecessore, si ritiene che fosse tra i maggiori promotori della sua edificazione.
Gerardo, si trovò a coprire la carica di vescovo della diocesi di Bergamo, dopo la morte violenta del vescovo Ambrogio III e quella del vescovo Gregorio con i capitoli delle due chiese più importanti di Bergamo in piena controversia per i poteri che corrispondevano anche ai poteri delle famiglie cittadine: Il vescovo Gregorio era morto uccido il 17 giugno 1146 lasciando improvvisamente vuoto il seggio episcopale . L'arcidiacono Gerardo nominò quindi coloro che avrebbero dovuto eleggere il nuovo pastore, che fu eletto probabilmente il 29 giugno nella chiesa di San Vincenzo. La sua nomina fu dichiarata pubblicamente da Lanfranco Rivola che prevosto della chiesa alessandrina. La presenza di tutte e due i capitoli delle chiese di Bergamo, alla sua nomina, indicherebbero un raffreddamento delle diatribe per la matrice, quindi il diritto a essere la sede vescovile. Siederà il seggio vescovile per vent'anni partecipando attivamente ai complessi eventi storici del suo tempo.

### Vicende politiche
Il 1154 vide la discesa di Federico Barbarossa a Roma. Mentre Milano e Brescia si opposero all'imperatore, Bergamo scelse di appoggiarlo trovandosi poi contro la città di Brescia. Iniziò così una guerra tra la città orobica e Brescia terminante con la battaglia di Palosco che vide la città di Bergamo sconfitta.

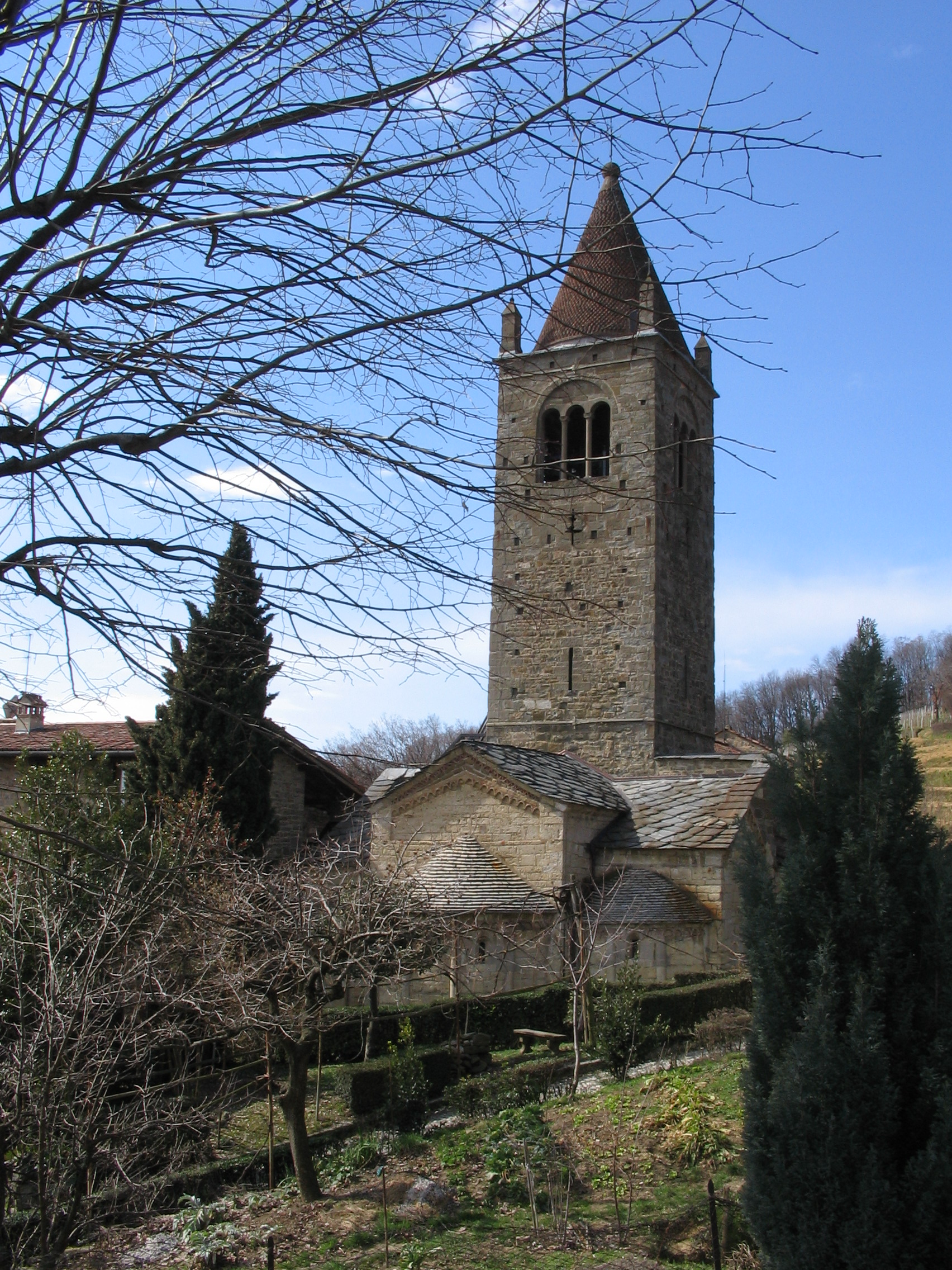
Sant'Egidio di Fontanella

Il vescovo, di conseguenza, dovette chiedere protezione all'imperatore Federico Barbarossa per la città di Bergamo, ottenendola nel medesimo anno. L'imperatore, con la concessione del giugno 1156, rinnovò le regalie dei suoi predecessori dando al vescovo assoluta podestà su molti territori del bergamasco, con le relative rendite, nominandolo come suo fidelissimus servitor. Il vescovo nel novero delle terre sotto la sua giurisdizione citò per la prima volta la Val Brembana, con la neonata comunità di Almenno, dove infatti risultano fossero puntati gli interessi del capitolo della chiesa di Sant'Alessandro di Bergamo. Il vescovo Girardo è indicato presente nella dieta di Roncaglia del 1158 che decise la ricostruzione di Lodi che era stata distrutta dai milanesi, ma che tornarono ad attaccarla. La città di Bergamo si trovò a fianco dell'imperatore Barbarossa nel cruento Assedio di Crema, che aveva appoggiato Milano, e che vide la resa della città.
Documentato il suo lascito testamentario di un fondo nella località Valmarina per la costruzione di un convento che poi ospitò le suore di clausura dell'ordine di San Benedetto, dedicato a Santa Maria poi chiuso nel XV secolo e diventato sede di attività rurali.

### Vicende religiose
Nel 1160 dovette affrontare una situazione spinosa e scomoda. La protezione e i favori che aveva ricevuto dall'imperatore lo obbligarono ad appoggiarlo nello scisma posto all'interno della chiesa dopo la morte di papa Adriano IV,  sostenendo nel concilio di Pavia l'elezione di Ottaviano de' Monticelli quello che fu poi antipapa Vittore IV, mentre la maggior parte dei cardinali avevano eletto Papa Alessandro III. Anche se l'assedio di Milano del 1162 ritenuta troppo crudele portò l'amministrazione di Bergamo che era filoimperialista ad abbandonare l'appoggio al Barbarossa.
A Milano era arrivato il 5 settembre 1167 l'arcivescovo Galdino con l'incarico di riportare nelle relative sedi vescovili quei vescovi che avevano seguito papa Alessandro III nell'esilio.  Contemporaneamente la chiesa di San Vincenzo che era governata del vescovo Girardo viveva un periodo di declino perché le famiglia, come i Suardi, che avevano appoggiato Milano, prediligevano la chiesa di Sant'Alessandro in Colonna. Nell'estate del 1167 le famiglie cittadine, si ponevano quindi il quesito se mantenere sul seggio episcopale il vescovo di Bonate. Molte erano ancora le famiglie che lo appoggiavano e che lo confortarono di andare a Benevento dal papa a chiedere il suo perdono. Ma durante la sua assenza nella città orobica, i capitoli provvidero alla elezione di un nuovo vescovo: Guala di Telgate della famiglia dei Di Telgate vicina al capitolo alessandrino. Questo lo porterà a essere deposto e scomunicato dal nuovo papa, ma la protezione di Federico IV gli permise di salvare la città di Bergamo e i suoi territori dalla distruzione dell'esercito del Barbarossa. Che gli propose il seggio vescovile di Mantova dopo che ne aveva allontanato il vescovo Garsendonio.
Gerardo inizialmente si ritirò a Chiavenna, indicata come statio schismaticorum totius Langobardie , ma essendo molto attaccato alla chiesa romana abiurò lo sciama nel 1176 e fu ricongiunto alla chiesa dal papa Alessandro III dopo il suo incontro a Venezia, in piazza San Marco, con l'imperatore Federico I di Svezia con la Pace di Venezia, e con altri vescovi scismatici nel 1177. Gerardo tornò a Bergamo e si ritirò nel monastero di Sant'Egidio di Fontanella.